# Luc Van der Stichelen
Luc Van der Stichelen, né le 16 janvier 1959, est un homme politique belge, membre du Parti socialiste.
Il est directeur faisant fonction du groupe scolaire de Beloeil.

## Carrière politique
Mandat politique exercé antérieurement ou actuellement
- Député wallon et de la Communauté française 
  - depuis le 10 décembre 2018 en remplacement de Bruno Lefebvre
- 2012-2018 : Conseiller CPAS de Beloeil
- 2024- : Échevin de la commune de Beloeil[1]